# Larceveau-Arros-Cibits
Larceveau-Arros-Cibits – miejscowość i gmina we Francji, w regionie Nowa Akwitania, w departamencie Pireneje Atlantyckie.
Według danych na rok 1990 gminę zamieszkiwało 406 osób, a gęstość zaludnienia wynosiła 22 osób/km² (wśród 2290 gmin Akwitanii Larceveau-Arros-Cibits plasuje się na 786. miejscu pod względem liczby ludności, natomiast pod względem powierzchni na miejscu 597.).